# عمر بن عبد العزيز
أمِيرُ المُؤمِنين وخَلِيفةُ المُسْلِمين الإمامُ العابد والتقيُّ الزَّاهد أبُو حَفْص عُمَر بن عَبد العَزيز بن مَروان بن الحَكَم بن أبي العاص الأُمَويُّ القُرَشيُّ (61 - 20 رجب 101 هـ / 681 - 15 فبراير 720 م)، المعرُوف اختصارًا بـ عُمَر بن عبد العزيز أو عُمَر الثَّاني لتشبُّهه بسيرة جدِّه لأمِّه الخليفة الرَّاشدي عُمر بن الخطَّاب. هو ثامن خُلفاء بَني أُمَيَّة، والخليفة الثالثَ عشرَ في ترتيب الخُلفاء بعد النَّبيِّ مُحمَّد ﷺ.
ولد عُمر بن عبد العزيز سنة 61 هـ في المدينة المنورة، ونشأ فيها عند أخواله من آل عمر بن الخطاب، فتأثر بهم وبمجتمع الصحابة في المدينة، وكان شديد الإقبال على طلب العلم. وفي سنة 87هـ، ولّاه الخليفة الوليد بن عبد الملك على إمارة المدينة المنورة، ثم ضم إليه ولاية الطائف سنة 91هـ، فصار واليًا على الحجاز كلها، ثم عُزل عنها وانتقل إلى دمشق. فلما تولى سليمان بن عبد الملك الخلافة قرّبه وجعله وزيرًا ومستشارًا له، ثم جعله ولي عهده، فلما مات سليمان سنة 99هـ تولى عمر الخلافة.
اتسمت خلافة عمر بن عبد العزيز بالعدلِ وردِّ المظالم التي كان أسلافه من بني أمية قد ارتكبوها، وعزلُ جميع الولاة الظالمين ومعاقبتُهم، كما أعاد العمل بالشورى، واسترشد بالكتاب والسنة بحكمه، فعدّه علماء عصره خامس الخلفاء الراشدين، كما اهتم بالعلوم الشرعية، وأمر بتدوين الحديث النبوي الشريف. استمرت خلافة عمر سنتين وخمسة أشهر وأربعة أيام، حتى قُتل مسمومًا سنة 101هـ، فتولى يزيد بن عبد الملك الخلافة من بعده.

## نسبه وأسرته

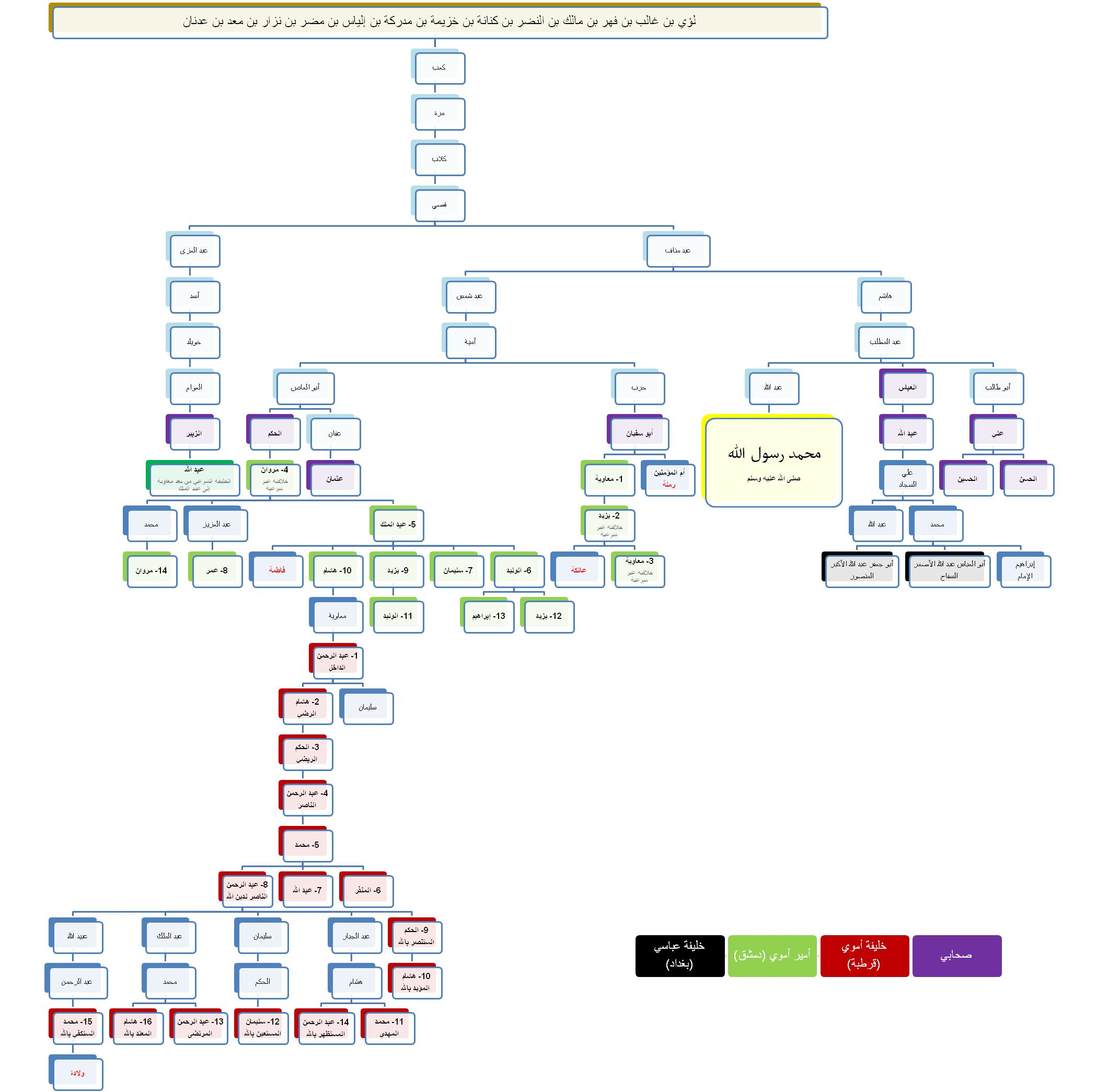
خلفاء بني أمية، ويظهر عمر بن عبد العزيز في وسط اليسار

- هو: أبو حفص عمر بن عبد العزيز بن مروان بن الحكم بن أبي العاص بن أمية بن عبد شمس بن عبد مناف بن قصي بن كلاب بن مرة بن كعب بن لؤي بن غالب بن فهر بن مالك بن النضر بن كنانة بن خزيمة بن مدركة بن إلياس بن مضر بن نزار بن معد بن عدنان الأموي القرشي المدني ثم المصري.[2][3]
- والده: هو عبد العزيز بن مروان بن الحكم، كان من خيار أمراء بني أمية، بقي أميراً على مصر أكثر من عشرين سنة. ولما أراد الزواج قال لقيّمه: «اجمع لي أربعمائة دينار من طيب مالي، فإني أريد أن أتزوج إلى أهل بيت لهم صلاح»،[4][5] فتزوج أم عاصم بنت عاصم بن عمر بن الخطاب (وقيل اسمها ليلى).[6]
- أمه: أم عاصم ليلى بنت عاصم بن عمر بن الخطاب. ووالدها: أبو عمرو عاصم بن عمر بن الخطاب القرشي العدوي، ولد في أيام النبوة وحدّث عن أبيه، وكان طويلاً جسيماً من نبلاء الرجال، ديِّناً خيِّراً صالحاً، وكان بليغاً فصيحاً شاعراً. وأمه: هي جميلة بنت ثابت بن أبي الأقلح الأنصاريّة.[7]

وأما جدته لأمه فقد كان لها موقف مع عمر بن الخطاب، فعن عبد الله بن الزبير بن أسلم عن أبيه عن جده أسلم قال:
إخوته: كان لعبد العزيز بن مروان (والد عمر بن عبد العزيز) عشرة من الولد، وهم: عمر وأبو بكر ومحمد وعاصم، وهؤلاء أمهم ليلى بنت عاصم بن عمر بن الخطاب، وله من غيرها ستة وهم: الأصبغ وسهل وسهيل وأم الحكم وزيّان وأم البنين. وعاصم هو من تُكنى به والدته ليلى بنت عاصم بن عمر بن الخطاب، فكنيتها أم عاصم.

## مولده ونشأته

### مولده
ولد عمر بن عبد العزيز في المدينة المنورة سنة 61هـ، وقد اختلف المؤرخون في سنة ولادته، والراجح أنه ولد عام 61هـ، وهو قول أكثر المؤرخين، ولأنه يؤيد ما يُذكر من أنه توفي وعمره أربعون سنة، حيث توفي عام 101هـ.
وتذكر بعض المصادر أنه ولد في حلوان بمصر، وهذا القول ضعيف لأن أباه عبد العزيز بن مروان إنما تولى مصر سنة 65هـ بعد استيلاء مروان بن الحكم عليها من يد عامل عبد الله بن الزبير، فولّى عليها ابنه عبد العزيز، ولم يُعرف لعبد العزيز بن مروان إقامة بمصر قبل ذلك، وإنما كانت إقامته وبني مروان في المدينة، وذكر الذهبي أنه ولد بالمدينة زمن يزيد.

### نشأته

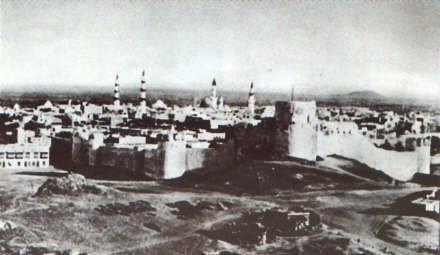
ولد عمر بن عبد العزيز في المدينة المنورة ونشأ بها، ثم صار أميراً عليها سنة 87هـ

نشأ عمر بن عبد العزيز في المدينة المنورة، فلما شب وعقل وهو غلام صغير كان يأتي عبد الله بن عمر بن الخطاب لمكان أمه منه، ثم يرجع إلى أمه فيقول: «يا أمه، أنا أحب أن أكون مثل خالي»، يريد عبد الله بن عمر، فتؤفف به ثم تقول له: «اغرب، أنت تكون مثل خالك»، وتكرر عليه ذلك غير مرة. فلما كبر سار أبوه عبد العزيز بن مروان إلى مصر أميراً عليها، ثم كتب إلى زوجته أم عاصم أن تقدم عليه وتقدم بولدها، فأتت عمها عبد الله بن عمر فأعلمته بكتاب زوجها عبد العزيز إليها، فقال لها: «يا ابنة أخي، هو زوجك فالحقي به»، فلما أرادت الخروج قال لها: «خلفي هذا الغلام عندنا (يريد عمر) فإنه أشبهكم بنا أهل البيت»، فخلفته عنده ولم تخالفه، فلما قدمت على عبد العزيز اعترض ولده فإذا هو لا يرى عمر، فقال لها: «وأين عمر؟»، فأخبرته خبر عبد الله وما سألها من تخليفه عنده لشبهه بهم، فسرّ بذلك عبد العزيز، وكتب إلى أخيه عبد الملك يخبره بذلك، فكتب عبد الملك أن يجري عليه ألف دينار في كل شهر، ثم قدم عمر على أبيه مسلِّماً. وهكذا تربى عمر بين أخواله بالمدينة المنورة من أسرة عمر بن الخطاب، ولا شك أنه تأثر بهم وبمجتمع الصحابة في المدينة.
وكان عمر بن عبد العزيز منذ صغره شديد الإقبال على طلب العلم، وكان يحب المطالعة والمذاكرة بين العلماء، كما كان يحرص على ملازمة مجالس العلم في المدينة، وكانت يومئذ منارة العلم والصلاح، زاخرةً بالعلماء والفقهاء والصالحين، وتاقت نفسه للعلم وهو صغير، وكان أول ما استبين من رشد عمر بن عبد العزيز حرصه على العلم ورغبته في الأدب.
وجمع عمر بن عبد العزيز القرآن وهو صغير، وساعده على ذلك صفاء نفسه وقدرته الكبيرة على الحفظ وتفرغه الكامل لطلب العلم والحفظ، وقد تأثر كثيراً بالقرآن الكريم، وكان يبكي لذكر الموت مع حداثة سنه، فبلغ ذلك أمه فأرسلت إليه وقالت: «ما يبكيك؟»، قال: «ذكرت الموت»، فبكت أمه حين بلغها ذلك.

### طلبه للعلم
عاش عمر بن عبد العزيز في زمن ساد فيه مجتمعُ التقوى والإقبال على طلب العلم، فقد كان عدد من الصحابة لا يزالون بالمدينة، فقد حدث عمر بن عبد العزيز عن عبد الله بن جعفر بن أبي طالب، والسائب بن يزيد، وسهل بن سعد، واستوهب منه قدحاً شرب منه النبي محمد، كما أمّ بأنس بن مالك فقال: «ما رأيت أحداً أشبه صلاة برسول الله ﷺ من هذا الفتى».
تربى عمر بن عبد العزيز على أيدي كبار فقهاء المدينة وعلمائها، فقد اختار عبد العزيز (والد عمر) صالح بن كيسان ليكون مربياً لعمر، فتولى صالح تأديبه، وكان يُلزم عمر الصلوات المفروضة في المسجد، فحدث يوماً أن تأخر عمر عن الصلاة مع الجماعة، فقال له صالح بن كيسان: «ما يشغلك؟»، قال: «كانت مرجّلتي (مسرحة شعري) تسكن شعري»، فقال: «بلغ منك حبك تسكين شعرك أن تؤثره على الصلاة؟»، فكتب إلى عبد العزيز يذكر ذلك، فبعث أبوه رسولاً فلم يكلمه حتى حلق رأسه. ولمّا حج أبوه ومرّ بالمدينة سأل صالح بن كيسان عن ابنه فقال: «ما خبرت أحداً الله أعظم في صدره من هذا الغلام». وكان يحرص على التشبه بصلاة النبي محمد أشد الحرص، فكان يُتمُّ الركوع والسجود ويخفِّف القيام والقعود، وفي رواية صحيحة: أنّه كان يسبِّح في الركوع والسجود عشراً عشراً.
ومن شيوخ عمر بن عبد العزيز الذين تأثر بهم: عبيد الله بن عبد الله بن عتبة بن مسعود، فقد كان عمر يجله كثيراً، ونهل من علمه وتأدب بأدبه وتردد عليه حتى وهو أمير المدينة، ولقد عبّر عمر عن إعجابه بشيخه وكثرة التردد إلى مجلسه فقال: «لَمجلسٌ من الأعمى عبيد الله بن عبد الله بن عتبة بن مسعود أحب إليّ من ألف دينار». وكان يقول في أيام خلافته لمعرفته بما عند شيخه من علم غزير: «لو كان عبيد الله حياً ما صدرت إلا عن رأيه، ولوددت أن لي بيوم واحد من عبيد الله كذا وكذا». وكان عبيد الله مفتي المدينة في زمانه، وأحد الفقهاء السبعة، قال عنه الزهري: «كان عبيد الله بن عبد الله بحراً من بحور العلم».
ومن شيوخه أيضاً سعيد بن المسيب، وكان سعيد لا يأتي أحداً من الأمراء غير عمر. ومنهم سالم بن عبد الله بن عمر بن الخطاب الذي قال فيه سعيد بن المسيب: «كان عبد الله بن عمر أشبه ولد عمر به، وكان سالم أشبه ولد عبد الله به». وذات يوم دخل سالم بن عبد الله على الخليفة سليمان بن عبد الملك، وعلى سالم ثياب غليظة رثَّة، فلم يزل سليمان يرحب به، ويرفعه حتى أقعده معه على سريره، وعمر بن عبد العزيز في المجلس، فقال له رجل من أُخريات الناس: «ما استطاع خالك أن يلبس ثياباً فاخرة أحسن من هذه يدخل فيها على أمير المؤمنين؟»، وعلى المتكلم ثياب سريَّة لها قيمة، فقال له عمر: «ما رأيت هذه الثياب التي على خالي وضعته في مكانك، ولا رأيت ثيابك هذه رفعتك إلى مكان خالي ذاك».
وتربى عمر وتعلم على أيدي كثير من العلماء والفقهاء، وقد بلغ عدد شيوخ عمر بن عبد العزيز ثلاثة وثلاثين؛ ثمانية منهم من الصحابة وخمسة وعشرون من التابعين.

## في عهد الوليد بن عبد الملك
كان لعمر بن عبد العزيز أثر كبير في نصح الخلفاء وتوجيه سياستهم بالرأي والمشورة، إذ يحتل عمر مكانة متميزة في البيت الأموي، فقد كان عمه عبد الملك يجله ويعجب بنباهته أثناء شبابه، مما جعله يقدمه على كثير من أبنائه ويزوجه من ابنته، ولكن لم يكن له مشاركات في عهد عبد الملك بسبب صغر سنه واشتغاله بطلب العلم في المدينة، ومع ذلك فقد أورد ابن الجوزي أنه كتب إلى عبد الملك كتاباً يذكّره فيه بالمسؤولية الملقاة على عاتقه، وقد جاء فيها:
ويقال بأن عبد الملك قد ولّى عمر بن عبد العزيز على «خناصره» ليتدرب على الأعمال القيادية في وقت مبكر، ويقال إن سليمان بن عبد الملك هو الذي ولاه عليها. وقد تأثر عمر بن عبد العزيز لموت عمه عبد الملك وحزن عليه حزناً عظيماً، وقد خاطب عمر ابن عمه مسلمة بن عبد الملك فقال له: «يا مسلمة، إني حضرت أباك لما دفن، فحملتني عيني عند قبره فرأيته قد أفضى إلى أمر من أمر الله راعني وهالني، فعاهدت الله ألا أعمل بمثل عمله إن وليت، وقد اجتهدت في ذلك».

### إمارته على المدينة المنورة
في ربيع الأول من عام 87هـ، ولّى الخليفة الوليد بن عبد الملك عمرَ إمارة المدينة المنورة، ثم ضم إليه ولاية الطائف سنة 91هـ، وبذلك صار والياً على الحجاز كلها. واشترط عمر لتوليه الإمارة ثلاثة شروط:
- الشرط الأول: أن يعمل في الناس بالحق والعدل ولا يظلم أحداً، ولا يجور على أحد في أخذ ما على الناس من حقوق لبيت المال، ويترتب على ذلك أن يقل ما يرفع للخليفة من الأموال من المدينة.
- الشرط الثاني: أن يسمح له بالحج في أول سنة؛ لأن عمر كان في ذلك الوقت لم يحج.
- الشرط الثالث: أن يسمح له بالعطاء أن يُخرجه للناس في المدينة.

فوافق الوليد على هذه الشروط، وباشر عمر بن عبد العزيز عمله بالمدينة، وفرح الناس به فرحاً شديداً.
وقام عمر بتكوين مجلس للشورى بالمدينة سمي بـ«مجلس فقهاء المدينة العشرة»، فعندما جاء الناس للسلام على أمير المدينة الجديد وصلّى بهم، دعا عشرة من فقهاء المدينة وهم: عروة بن الزبير، وعبيد الله بن عبد الله بن عتبة، وأبو بكر بن عبد الرحمن بن الحارث بن هشام، وأبو بكر بن سليمان بن أبي خيثمة، وسليمان بن يسار، والقاسم بن محمد، وسالم بن عبد الله بن عمر، وأخوه عبد الله بن عبد الله بن عمر، وعبد الله بن عامر بن ربيعة، وخارجة بن زيد بن ثابت، فدخلوا عليه فجلسوا، فحمد الله وأثنى عليه بما هو أهله ثم قال: «إني دعوتكم لأمر تؤجرون عليه، وتكونون فيه أعواناً على الحق، إني لا أريد أن أقطع أمراً إلا برأيكم أو برأي من حضر منكم، فإن رأيتم أحداً يتعدى، أو بلغكم عن عامل لي ظلامة، فأحرّج الله على من بلغه ذلك إلا أبلغني».
وفي إمارته على المدينة المنورة وسّع المسجد النبوي بأمر من الوليد بن عبد الملك، حتى جعله مئتي ذراع في مئتي ذراع، وزخرفه بأمر الوليد أيضاً، مع أنه كان يكره زخرفة المساجد.
وفي سنة 91هـ، أي في أثناء إمارته على المدينة المنورة، حج الخليفة الوليد بن عبد الملك، فاستقبله عمر بن عبد العزيز أحسن استقبال، وشاهد الوليد بأم عينيه الإصلاحات العظيمة التي حققها عمر بن عبد العزيز في المدينة المنورة.

### عزله عن إمارة المدينة
ذكر ابن الجوزي أن عمر بن عبد العزيز قد استعفى من المدينة، ففي سنة 92هـ عقد الخليفة الوليد لواء الحج للحجاج بن يوسف الثقفي ليكون أميراً على الحج، ولما علم عمر بن عبد العزيز بذلك، كتب إلى الخليفة يستعفيه أن يمرَّ عليه الحجاج بالمدينة المنورة، لأن عمر بن عبد العزيز كان يكره الحجّاج ولا يطيق أن يراه لما هو عليه من الظلم، فامتثل الوليد لرغبة عمر، وكتب إلى الحجّاج: «إن عمر بن عبد العزيز كتب إليَّ يستعفيني من ممرك عليه، فلا عليك أن لا تمر بمن كرهك، فتنحّ عن المدينة».
وقد كتب عمر بن عبد العزيز وهو والٍ على المدينة إلى الوليد بن عبد الملك يخبره عما وصل إليه حال العراق من الظلم والضيم والضيق بسبب ظلم الحجّاج وغشمه، مما جعل الحجّاج يحاول الانتقام من عمر، لاسيما وقد أصبح الحجاز ملاذاً للفارين من عسف الحجاج وظلمه، حيث كتب الحجّاج إلى الوليد: «إن من قبلي من مُرّاق أهل العراق وأهل الثقاف قد جلوا عن العراق، ولجأوا إلى المدينة ومكة، وإن ذلك وهن»، فكتب إليه يشير عليه بعثمان بن حبان، وخالد بن عبد الله القسري، وعزل عمر عبد العزيز.
وقد كان ميول الوليد لسياسة الحجّاج واضحاً، وكان يظن بأن سياسة الشدة والعسف هي السبيل الوحيد لتوطيد أركان الدولة، وهذا ما حال بينه وبين الأخذ بآراء عمر بن عبد العزيز ونصائحه، وقد أثبتت الأحداث فيما بعد أن ما كان يراه عمر أفضل مما كان يسير عليه الوليد، وذلك بعد تولي عمر الخلافة وتطبيقه لما كان يشير به.

### انتقاله إلى دمشق
خرج عمر بن عبد العزيز من المدينة المنورة وهو يبكي، ومعه خادمه مزاحم، فالتفت إلى مزاحم وقال: «يا مزاحم، نخشى أن نكون من نفت المدينة»، يشير بذلك إلى قول النبي محمد صلى الله عليه وسلم: «ألا إن المدينة كالكير تخرج الخبيث، لا تقوم الساعة حتى تنفي المدينة شرارها كما ينفي الكير خبث الحديد».
وسار عمر حتى وصل السويداء، وكان له فيها بيت ومزرعة، فنزل فيها فأقام مدة يرقب الأوضاع عن بعد، ثم رأى أن مصلحة المسلمين تقتضي أن تكون إقامته في دمشق بجوار الخليفة، لعله بذلك يستطيع أن يمنع ظلماً أو يشارك في إحقاق حق، فانتقل إلى دمشق فأقام بها. ولم يكن عمر بن عبد العزيز على وفاق تام مع الخليفة الوليد بن عبد الملك، ولذلك فإن إقامته في دمشق بجوار الوليد لم تخلُ من مشاكل، فالوليد يعتمد في تثبيت حكمه على ولاة أقوياء قساة، يهمهم إخضاع الناس بالقوة وإن رافق ذلك كثير من الظلم، بينما يرى عمر أن إقامة العدل بين الناس كفيل باستقرار الملك وائتمارهم بأمر السلطان، فكان يقول: «الوليد بالشام، والحَجّاج بالعراق، ومحمد بن يوسف (أخو الحجّاج) في اليمن، وعثمان بن حيان بالحجاز، وقرة بن شريك في مصر، امتلأت والله الأرض جوراً».

## في عهد سليمان بن عبد الملك
في عهد سليمان تهيأت الفرص لعمر بن عبد العزيز بقدر كبير، فظهرت آثاره في مختلف الجوانب، فبمجرد تولي سليمان الخلافة قرّب عمرَ وأفسح له المجال واسعاً، حيث قال: «يا أبا حفص، إنا ولينا ما قد ترى (ولم يكن بتدبيره علم) فما رأيتَ من مصلحة العامة فمر به»، وجعله وزيراً ومستشاراً ملازماً له في إقامته وسفره. وكان سليمان يرى أنه محتاج له في صغيره وكبيره، فكان يقول: «ما هو إلا أن يغيب عني هذا الرجل فما أجد أحداً يفقه عني». وقال في موضع آخر: «يا أبا حفص، ما اغتممت بأمر ولا أكربني أمر إلا خطرت فيه على بالي».

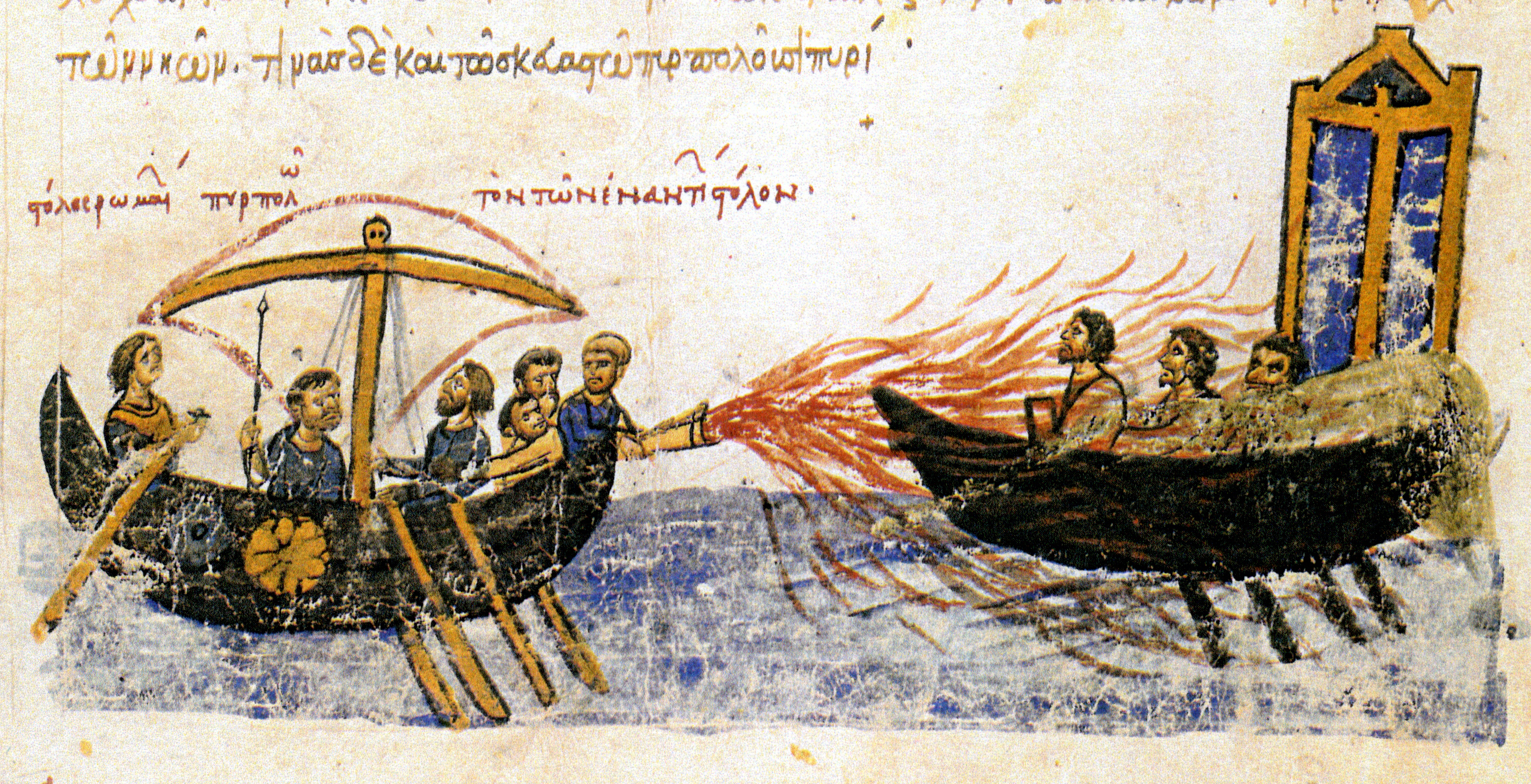
حصار المسلمين للقسطنطينية سنة 98هـ، وهو الحصار الذي توفي سليمان بن عبد الملك وهو يُديره، وتولى عمر بن عبد العزيز الخلافة والمسلمون مستمرون بالحصار.

وقد كان لعمر بن عبد العزيز أثر كبير على سليمان في إصدار عدد من القرارات النافعة، ومن أهمها: عزل ولاة الحَجّاج وبعض الولاة الآخرين، كوالي مكة خالد بن عبد الله القسري، ووالي المدينة عثمان بن حيان، والأمر بإقامة الصلاة في وقتها، فقد أورد ابن عساكر عن سعيد بن عبد العزيز: أن الوليد بن عبد الملك كان يؤخر الظهر والعصر، فلما ولي سليمان كتب إلى الناس عن رأي عمر: إن الصلاة كانت قد أميتت فأحيوها. وهناك أمور أخرى أجملها الذهبي بقوله: «مع أمور جليلة كان يسمع من عمر فيها».
وقدِم سليمان بن عبد الملك المدينة فأعطى بها مالاً عظيماً، فقال لعمر بن عبد العزيز: «كيف رأيت ما فعلنا يا أبا حفص؟»، قال: «رأيتك زدت أهل الغنى غنى وتركت أهل الفقر بفقرهم». وخرج سليمان ومعه عمر إلى البوادي، فأصابه سحاب فيه برق وصواعق، ففزع منه سليمان ومن معه، فقال عمر: «إنما هذا صوت نعمة، فكيف لو سمعت صوت عذاب؟»، فقال سليمان: «خذ هذه المائة ألف درهم وتصدق بها»، فقال عمر: «أوخير من ذلك يا أمير المؤمنين؟»، قال: «وما هو؟»، قال: «قوم صحبوك في مظالم لم يصلوا إليك»، فجلس سليمان فردّ المظالم.
وأقبل سليمان بن عبد الملك ومعه عمر على معسكر سليمان، وفيه الخيول والجمال والبغال والأثقال والرجال، فقال سليمان: «ما تقول يا عمر في هذا؟»، قال: «أرى دنيا يأكل بعضها بعضاً، وأنت المسؤول عن ذلك كله»، فلما اقتربوا من المعسكر إذا غرابٌ قد أخذ لقمة في فيه من فسطاط سليمان وهو طائر بها ونعب نعبة، فقال له سليمان: «ما تقول في هذا يا عمر؟»، فقال: «لا أدري»، فقال: «ما ظنك أنه يقول؟»، قال: كأنه يقول: «من أين جاءت؟ وأين يذهب بها؟»، فقال له سليمان: «ما أعجبك!»، فقال عمر: «أعجب مني من عرف الله فعصاه، ومن عرف الشيطان فأطاعه».
ولما وقف سليمان وعمر بعرفة، جعل سليمان يعجب من كثرة الناس، فقال له عمر: «هؤلاء رعيّتُك اليوم، وأنت مسؤول عنهم غداً»، وفي رواية: «وهم خصماؤك يوم القيامة»، فبكى سليمان وقال: «بالله أستعين». وظل عمر بن عبد العزيز قريباً من سليمان طيلة مدة خلافته، يَحوطه بنصحه ويشاركه مسؤولياته.

## مبايعته بالخلافة
اقترح الفقيه رجاء بن حيوة الكندي على الخليفة سليمان بن عبد الملك في مرض موته أن يولي عمر بن عبد العزيز، قال ابن سيرين: «يرحم الله سليمان، افتتح خلافته بإحياء الصلاة، واختتمها باستخلافه عمر بن عبد العزيز، وكانت سنة وفاته سنة 99هـ، وصلى عليه عمر بن عبد العزيز، وكان منقوش في خاتمه: «أؤمن بالله مخلصاً»».
وتعددت الروايات في قصة استخلاف سليمان لعمر، ومنها ما ذكره ابن سعد في طبقاته عن سهيل بن أبي سهيل قال: سمعت رجاء بن حيوة يقول: لما كان يوم الجمعة لبس سليمان بن عبد الملك ثياباً خضراً من خز، ونظر في المرآة فقال: «أنا والله الملك الشاب»، فخرج إلى الصلاة يصلي بالناس الجمعة فلم يرجع حتى وعك، فلما ثقل كتب كتاب عهده إلى ابنه أيوب، وهو غلام لم يبلغ، فقلت: «ما تصنع يا أمير المؤمنين؟ إنه مما يُحفظ به الخليفة في قبره أن يستخلف الرجل الصالح»، فقال سليمان: «كتاب أستخير الله فيه وأنظر، ولم أعزم عليه»، فمكث يوماً أو يومين، ثم خرقه ثم دعاني، فقال: «ما ترى في داود بن سليمان؟»، فقلت: «هو غائب بقسطنطينية، وأنت لا تدري أحي هو أم ميت»، قال: «يا رجاء فمن ترى؟»، فقلت: «رأيك يا أمير المؤمنين وأنا أريد أن انظر من يُذكر»، فقال: «كيف ترى في عمر بن عبد العزيز؟»، فقلت: «أعلمه والله فاضلاً خياراً مسلماً»، فقال: «هو على ذلك، والله لئن ولّيته ولم أولِّ أحداً من ولد عبد الملك لتكونن فتنة ولا يتركونه أبداً يلي عليهم إلا أن أجعل أحدهم بعده»، ويزيد بن عبد الملك غائب على الموسم، قال: «فيزيد بن عبد الملك أجعله بعده، فإن ذلك مما يسكنه ويرضون به»، قلت: «رأيك»، فكتب بيده:
وختم الكتاب، فأرسل إلى كعب بن حامد صاحب الشرطة أن مُرْ أهل بيتي فليجتمعوا، فأرسل إليهم كعب فجمعهم، ثم قال سليمان لرجاء بعد اجتماعهم: «اذهب بكتابي هذا إليهم، فأخبرهم أنه كتابي ومُرهم فليبايعوا من وليت». ففعل رجاء، فلما قال لهم ذلك رجاء قالوا: «سمعنا وأطعنا لمن فيه»، وقالوا: «ندخل فنسلم على أمير المؤمنين»، قال: «نعم»، فدخلوا فقال لهم سليمان: «هذا الكتاب (وهو يشير لهم وهم ينظرون إليه في يد رجاء بن حيوة) هذا عهدي، فاسمعوا وأطيعوا وبايعوا لمن سميت في هذا الكتاب»، فبايعوا رجلاً، ثم خرج بالكتاب مختوماً في يد رجاء... قال رجاء: وأجلست على الباب من أثق به وأوصيته أن لا يريم حتى آتيه، ولا يُدخل على الخليفة أحداً. فخرجت، فأرسلت إلى كعب بن حامد العنسي، فجمع أهل بيت أمير المؤمنين، فاجتمعوا في مسجد دابق فقلت: «بايعوا»، قالوا: «قد بايعنا مرة ونبايع أخرى!»، قلت: «هذا أمير المؤمنين، بايعوا على ما أمر به، ومن سمى في هذا الكتاب المختوم»، فبايعوا الثانية رجلاً رجلاً، فلما بايعوا بعد موت سليمان رأيت أني قد أحكمت الأمر، قلت: «قوموا إلى صاحبكم فقد مات»، قالوا: «إنا لله وإنا إليه راجعون»، وقرأت عليهم الكتاب، فلما انتهيت إلى ذكر عمر بن عبد العزيز نادى هشام: «لا نبايعه أبداً»، قلت: «أضرب والله عنقك، قم فبايع»، فقام يجر رجليه. وأخذت بضبعي عمر فأجلسته على المنبر، وهو يسترجع لما وقع فيه، وهشام يسترجع لما أخطأه، فلما انتهى هشام إلى عمر قال: «إنا لله وإنا إليه راجعون»، أي حين صار هذا الأمر إليك على ولد عبد الملك، فقال عمر: «نعم، فإنا لله وإنا إليه راجعون، حين صار إلي لكراهتي له».

### خطبته الأولى بعد استخلافه
صعد عمر المنبر وقال في أول لقاء له مع الأمة بعد استخلافه:
فصاح الناس صيحة واحدة: «قد اخترناك يا أمير المؤمنين ورضينا بك، فولِّ أمرنا باليمن والبركة»، وهنا شعر أنه لا مفر له من تحمل مسؤولية الخلافة، فأضاف قائلاً يحدد منهجه وطريقته في سياسة الأمة المسلمة:
| عمر بن عبد العزيز | أما بعد، فإنه ليس بعد نبيكم نبي، ولا بعد الكتاب الذي أنزل عليه كتاب، ألا إن ما أحل الله حلال إلى يوم القيامة، ألا إني لست بقاضٍ ولكني منفّذ، ألا وإني لست بمبتدع ولكني متبع، ألا إنه ليس لأحد أن يُطاع في معصية الله، ألا إني لست بخيركم، ولكني رجل منكم، غير أن الله جعلني أثقلكم حملاً. أيها الناس، من صحبنا فليصحبنا بخمس وإلا فلا يقربنا: يرفع إلينا حاجة من لا يستطيع رفعها، ويعيننا على الخير بجهده، ويدلنا من الخير على ما نهتدي إليه، ولا يغتابن عندنا الرعية، ولا يعترض فيما لا يعنيه. أوصيكم بتقوى الله، فإن تقوى الله خلف من كل شيء وليس من تقوى الله عز وجل خلف، واعملوا لآخرتكم، فإنه من عمل لآخرته كفاه الله تبارك وتعالى أمر دنياه، وأصلحوا سرائركم، يصلح الله الكريم علانيتكم، وأكثروا من ذكر الموت، وأحسنوا الاستعداد قبل أن ينزل بكم، فإنه هادم اللذات... وإن هذه الأمة لم تختلف في ربها عز وجل، ولا في نبيها ﷺ، ولا في كتابها، وإنما اختلفوا في الدينار والدرهم، وإني والله لا أعطي أحداً باطلاً، ولا أمنع أحداً حقاً. | عمر بن عبد العزيز |

ثم رفع صوته حتى أسمع الناس فقال:
| عمر بن عبد العزيز | يا أيها الناس، من أطاع الله وجبت طاعته، ومن عصى الله فلا طاعة له، أطيعوني ما أطعت الله، فإذا عصيت الله فلا طاعة لي عليكم. وإن من حولكم من الأمصار والمدن، فإن هم أطاعوا كما أطعتم فأنا وليكم، وإن هم نقموا فلست لكم بوالٍ. | عمر بن عبد العزيز |

ثم نزل. وهكذا عُقدت الخلافة لعمر بن عبد العزيز في ذلك اليوم، وهو يوم الجمعة لعشر خلون من صفر سنة 99هـ.

### تنظيم الولايات
عندما ولي عمر بن عبد العزيز الخلافة كان من أول أعماله إيقاف التوسع في المناطق النائية في أطراف الدولة، ومحاولة سحب القوات الإسلامية من مناطق القتال، وأول أعماله في هذا المضمار كان في القوات التي عُني الخليفة سليمان بحشدها وإنفاذها بقيادة أخيه مسلمة لفتح القسطنطينية، وظلت تحاصرها مدة سنتين لاقت فيها مصاعب كثيرة دون أن تفلح في تحقيق هدفها، فلما ولي عمر بن عبد العزيز الخلافة، كتب بقفل مسلمة بن عبد الملك من القسطنطينية، وقد كان سليمان أغزاه إياها برّاً وبحراً، فاشتد عليهم المقام وجاعوا حتى أكلوا الدواب من الجهد والجوع، حتى يتنح الرجل عن دابته فتقطع بالسوق، ولجّ سليمان في أمرهم، فكان ذلك يغم عمر، فلما ولي رأى أنه لا يسعه فيها بينه وبين الله عز وجل شيء من أمور المسلمين ثم يؤخر فعله ساعة، فذلك الذي حمله على تعجيل الكتاب، وقد وجه عمر بن عبد العزيز إلى مسلمة وهو بأرض الروم يأمره بالقفول منها بمن معه من المسلمين، فوجه إليهم خيلاً عتاقاً وطعاماً كثيراً وحث الناس على معونتهم، فكان الذي وجه إليه الخيل العتاق فيما قيل خمسمائة رأس.

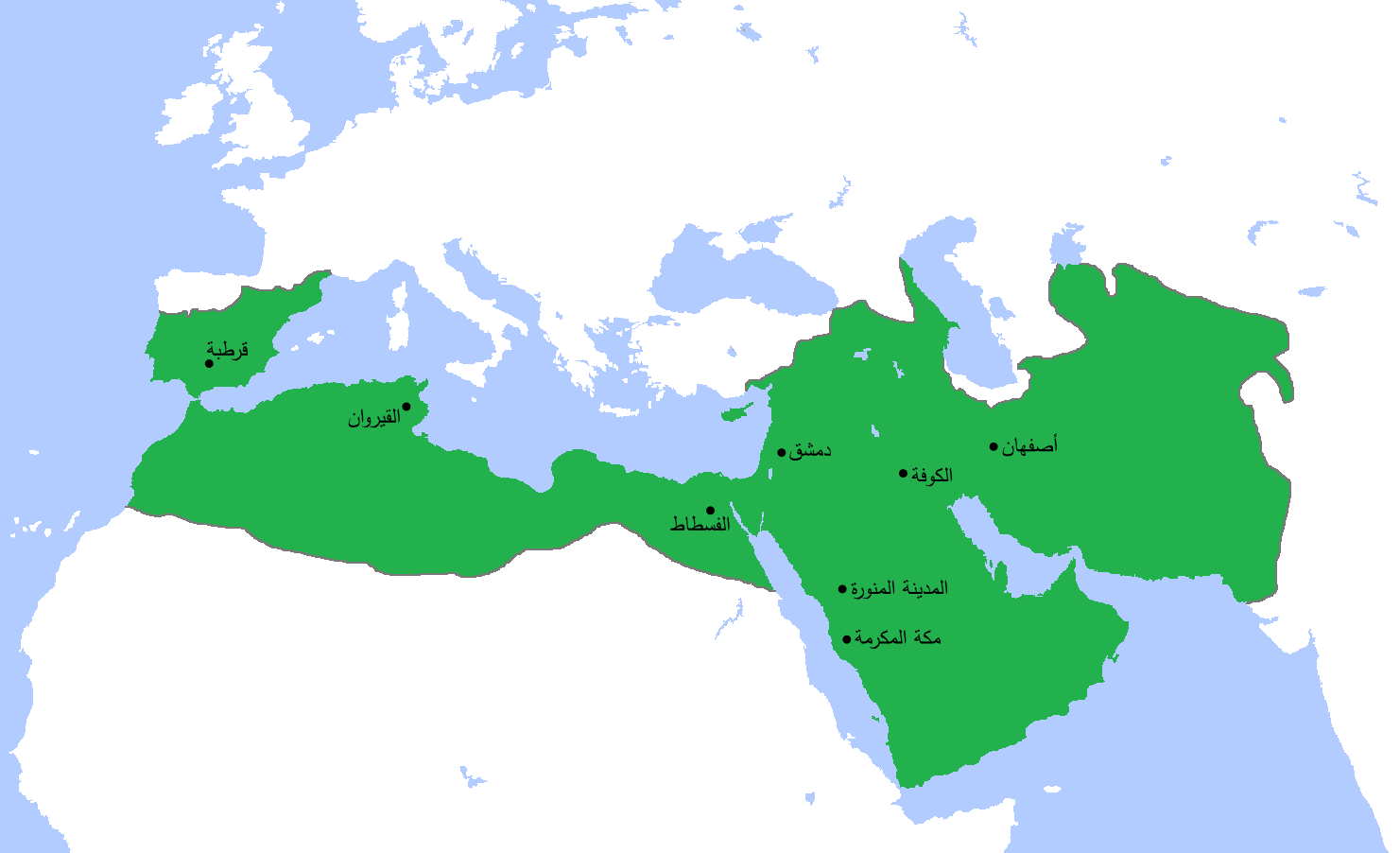
خريطة توضح حجم الدولة الإسلامية في عهد عمر بن عبد العزيز

وفي الأندلس ولىّ عمر بن عبد العزيز السمح بن مالك الخولاني، وعهد إليه بإخلاء الأندلس من الإسلام إشفاقاً عليهم، إذ خشي تغلّب العدو عليهم لانقطاعهم من وراء البحر عن المسلمين. غير أن السمح لم ير الانسحاب الكامل من الأندلس، فكتب إلى الخليفة يقول: «إن الناس قد كثروا بها وانتشروا في أقطارها، فاضرب عن ذلك»، وأزال الأندلس عن عمالة أفريقية.
وفي المشرق، كتب عمر بن عبد العزيز إلى عبد الرحمن والي خراسان يأمره بإقفال مَن وراء النهر من المسلمين بذراريهم، فأبوا وقالوا: «لا تسعنا مرو (قاعدة خراسان)»، فكتب إلى عمر بذلك، فكتب إليه عمر: «اللهم إني قد قضيت الذي عليّ فلا تغزُ بالمسلمين، فحسبهم الذي فتح الله عليهم». وفي جبهة بلاد السند، كتب عمر بن عبد العزيز إلى الملوك يدعوهم إلى الإسلام والطاعة على أن يُملكهم، ولهم ما للمسلمين وعليهم ما عليهم، وقد كانت بلغتهم سيرته ومذهبه، فأسلم جيشه والملوك، وتسموا بأسماء العرب، وكان عمرو بن مسلم الباهلي عامل عمر على ذلك الثغر.
وفي أذربيجان، أغار الترك على المسلمين، فقتلوا من المسلمين جماعة ونالوا منهم، فَوَجَّه إليهم عمر بن عبد العزيز حاتم بن النعمان الباهلي، فقتل أولئك الترك، فلم يفلت منهم إلا اليسير، فقدم منهم على عمر بخناصرة خمسون أسيراً.
وفي سنة 100هـ، أغارت الروم في البحر على ساحل اللاذقية، فهدموا مدينتها وسَبَوْا أهلها، فأمر ببنائها وتحصينها. وفي 101هـ، أغزى عمر بن عبد العزيز الوليد بن هشام المعيطي، وعمرو بن قيس الكندي من أهل حمص، وأمر بترحيل أهل طرندة وهم كارهون، وذلك لإشفاقه عليهم من العدو. وأراد أن يهدم المصيصة لتعُّرضها لغارات الروم، ثم أمسك عن ذلك وبنى لأهلها مسجداً جامعاً من ناحية «كفرييا»، واتخذ فيه صهريجاً وكان اسمه عليه مكتوباً، وجعلها مركزاً متقدماً لدرء الخطر عن أنطاكية من غزوات الروم المتكررة.
وكان عمر حازماً شديداً في أخذ الحق والدفاع عنه، وهذا ما تشير إليه رواية ابن عبد الحكم، حيث يذكر أنه عندما أرسل الخليفة عمر بن عبد العزيز رسولاً إلى ملك الروم، وقصّ عليه قصة رجل أسير في بلد الروم أجبر على ترك الإسلام واعتناق النصرانية، قائلين له: «إن لم تفعل سملت عينك»، فاختار دينه على بصره فسملت عيناه، فأرسل الخليفة عمر بن عبد العزيز إلى ملك الروم وقال له: «أقسم بالله لأن لم ترسله إلي لأبعثن إليك من الجنود جنوداً يكون أولهم عندك وآخرهم عندي»، فاستجاب ملك الروم لطلبه، وبعث بالرجل إليه.

## إدارة الدولة
تميزت خلافة عمر بن عبد العزيز بعدد من المميزات، أهمها:

### إرساء العدل
كان عمر بن عبد العزيز يرى أن المسؤولية تتمثل بالقيام بحقوق الناس، والخضوع لشروط بيعتهم، وتحقيق مصلحتهم المشروعة، فالخليفة أجير عند الأمة وعليه أن ينفذ مطالبها العادلة حسب شروط البيعة.
وقد أحب الاستزادة في فهم صفات الإمام العادل وما يجب أن يقوم به ليتصف بهذه الخصلة، فكتب إلى الحسن البصري يسأله عن ذلك، فأجابه الحسن:
أحبّ عمر أهل البيت وأعاد إليهم حقوقهم، وقال مرة لفاطمة بنت علي بن أبي طالب: «يا بنت علي، والله ما على ظهر الأرض أهل بيت أحبّ إليَّ منكم، ولأنتم أحب إليَّ من أهل بيتي».

### ردّ المظالم
| «إن الله بعث محمداً داعياً ولم يبعثه جابياً» |
| — عمر بن عبد العزيز                       |

| «أنثروا القمحَ على رؤوسِ الجبال لكي لا يُقال: جاعَ طيرٌ في بلاد المسلمين» |
| — عمر بن عبد العزيز                                                  |

بدأ عمر بن عبد العزيز برد المظالم بنفسه، روى ابن سعد: لما رد عمر بن عبد العزيز المظالم قال: «إنه لينبغي أن لا أبدأ بأول من نفسي»، فنظر إلى ما في يديه من أرض أو متاع، فخرج منه حتى نظر إلى فص خاتم، فقال: «هذا مما كان الوليد بن عبد الملك أعطانيه مما جاءه من أرض المغرب»، فخرج منه. وقد بلغ به حرصه على التثبت أنه نزع حلي سيفه من الفضة، وحلاه بالحديد، قال عبد العزيز بن عمر: «كان سيف أبي محلى بفضة فنزعها وحلاه حديداً».
وكان خروجه مما بيده من أرض أو متاع بعدة طرق كالبيع، فلما استخلف نظر إلى ما كان له من عبد، وإلى لباسه وعطره وأشياء من الفضول، فباع كل ما كان به عنه غني، فبلغ ثلاثة وعشرين ألف دينار، فجعله في السبيل. أو عن طريق ردها إلى أصحابها الأصليين، وهذا ما فعله بالنسبة للقطائع التي أقطعه إياها قومه، كما أرجع عمر للرجل المصري أرضه بحلوان بعد أن عرف أن والده عبد العزيز قد ظلم المصري فيها، وحتى الدار التي كان والده عبد العزيز قد اشتراها من الربيع بن خارجة الذي كان يتيماً في حجره، ردها عليه، لعلمه أنه لا يجوز اشتراء الولي ممن يلي أمره. ثم التفت إلى المال الذي كان يأتيه من جبل الورس باليمن، فرده إلى بيت مال المسلمين مع شدة حاجة أهله إلى هذا المال، كما أمر مولاه مزاحماً برد المال الذي كان يأتيه من البحرين كل عام إلى مال الله.
وإذا كان عمر قد بدأ بنفسه في رد المظالم، فقد ثنّى ذلك بأهل بيته وبني عمومته من الأمويين، فقد رأى أن الأمويين أدخلوا الكثير من مظاهر السلطان التي لم تكن موجودة على عهد النبي محمد صلى الله عليه وسلم أو خلفائه الراشدين، فأنفقوا الكثير من المال من أجل الظهور بمظاهر العظمة والأبهة أمام رعيتهم، وفوجيء بتلك الثياب الجديدة وقارورات العطر والدهن التي أصبحت له بحجة أن الخليفة الراحل لم يصبها، فهي من حقه بصفته الخليفة الجديد، فأمر مولاه مزاحماً فور تقديم هذه الزينة له ببيعها، وضم ثمنها إلى بيت مال المسلمين.
ولقد كانت لعمر سياسة محددة في رد مظالم بني أمية، فحين وفد عليه أفراد البيت الأموي عقب انصرافه من دفن سليمان، وسألوه ما عودهم الخلفاء الأمويون من قبله، أراد عبد الملك بن عمر بن عبد العزيز أن يردهم عن أبيه، فقال له عمر: «وما تبلغهم؟»، قال: «أقول: أبي يقرئكم السلام ويقول لكم: ﴿قُلْ إِنِّي أَخَافُ إِنْ عَصَيْتُ رَبِّي عَذَابَ يَوْمٍ عَظِيمٍ ۝١٣﴾»، ثم اتجه إلى أبناء البيت الأموي، فجمعهم وطلب إليهم أن يُخرجوا ما بأيدهم من أموال وإقطاعات أخذوها بغير حق. ولم تمضِ سوى أيام معدودات حتى وجد بنو أمية أنفسهم مجردين إلا من حقهم الطبيعي المشروع.

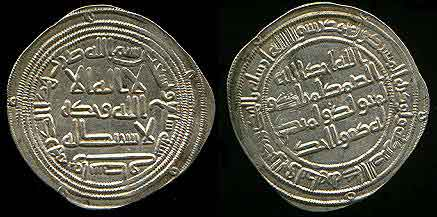
درهم أموي يرجع إلى عهد عمر بن عبد العزيز

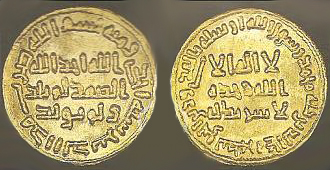
دينار أموي يرجع إلى عهد عمر بن عبد العزيز

وعندما عجز الرجال من بني أمية عن جعل عمر يخاف أو يلين عن سياسته إزاءهم، لجأوا إلى عمته فاطمة بنت مروان، فلما دخلت عليه عظمها وأكرمها كعادته، وألقى لها وسادة لتجلس عليها، فقالت: «إن قرابتك يشكونك ويذكرونك أنك أخذت منهم خير غيرك»، قال: «ما منعتهم حقاً أو شيئاً كان لهم، ولا أخذت منهم حقاً أو شيئاً كان لهم»، فقالت: «إني رأيتهم يتكلمون، وإني أخاف أن يهيجوا عليك يوماً عصيباً»، فقال: «كل يوم أخافه دون يوم القيامة فلا وقاني الله شره»، فدعا بدينار وجنب ومجمرة، فألقى ذلك الدينار بالنار، وجعل ينفح على الدينار فإذا احمرّ تناوله بشيء، فألقاه على الجمر فنشى وقتر، فقال: «أي عمة، أما ترثين لابن أخيك من هذا؟»، ثم قال: «إن الله بعث محمداً ﷺ رحمة ولم يبعثه عذاباً إلى الناس كافة، ثم اختار له ما عنده وترك للناس نهراً شربهم فيه سواء، ثم ولي أبو بكر وترك النهر على حاله، ثم ولي عمر فعمل عملهما، ثم لم يزل النهر يستقي منه يزيد ومروان وعبد الملك وابنه الوليد وسليمان أبناء عبد الملك حتى أفضى الأمر إلي وقد يبس النهر الأعظم، فلم يُروَ أصحابه حتى يعود إلى ما كان عليه»، فقالت: «حسبك، قد أردت كلامك، فأما إذا كانت مقالتك هذه فلا أذكر شيئاً أبداً»، فرجعت إليهم فأخبرتهم كلامه. وجاء في رواية أنها قالت لهم: «أنتم فعلتم هذا بأنفسكم، تزوجتم بأولاد عمر بن الخطاب فجاء يشبه جده»، فسكتوا.
ومرة بعث إليه واليه على البصرة برجل اغتصب أرضه، فرد عمر هذه الأرض إليه ثم قال له: «كم أنفقت في مجيئك إلي؟»، قال: «يا أمير المؤمنين، تسألني عن نفقتي وأنت قد رددت علي أرضي وهي خير من مائة ألف؟»، فأجابه عمر: «إنما رددت عليك حقك»، ثم ما لبث أن أمر له بستين درهماً تعويضاً له عن نفقات سفره. وقال ابن موسى: «ما زال عمر بن عبد العزيز يردّ المظالم منذ يوم استخلف إلى يوم مات».
وذات يوم قدم عليه نفر من المسلمين وخاصموا روح بن الوليد بن عبد الملك في حوانيت، وقد قامت لهم البينة عليه، فأمر عمر روحاً برد الحوانيت إليهم، ولم يلتفت لسجل الوليد، فقام روح فتوعدهم، فردع رجل منهم وأخبر عمر بذلك، فأمر عمر صاحب حرسه أن يتبع روحاً، فإن لم يردّ الحوانيت إلى أصحابها فليضرب عنقه، فخاف روح على نفسه وردّ إليهم حوانيتهم. وردّ عمر أرضاً كان قوم من الأعراب أحيوها، ثم انتزعها منهم الوليد بن عبد الملك فأعطاها بعض أهله، فقال عمر: قال رسول الله ﷺ: «من أحيا أرضاً ميتة فهي له».

### عزل الولاة الظالمين
لما ولي عمر بن عبد العزيز الخلافة، عمد إلى جميع الولاة والحكام الظالمين فعزلهم عن مناصبهم، ومنهم خالد بن الريان صاحب حرس سليمان بن عبد الملك الذي كان يضرب كل عنق أمره سليمان بضربها، وعين محله عمرو بن مهاجر الأنصاري، فقال عمر بن عبد العزيز: «يا خالد، ضع هذا السيف عنك، اللهم إني قد وضعت لك خالد بن الريان، اللهم لا ترفعه أبداً»، ثم قال لعمرو بن مهاجر: «والله إنك لتعلم يا عمرو إنه ما بيني وبينك قرابة إلا قربة الإسلام، ولكني سمعتك تكثر تلاوة القرآن، ورأيتك تصلي في موضع تظن ألا يراك أحد، فرأيتك حسن الصلاة، خذ هذا السيف قد وليتك حرسي».
وقد رأى عمر رجلاً كثير الصلاة، فأراد أن يمتحنه ليوليه، فأرسل إليه رجلاً من خاصته فقال: «يا فلان، إنك تعلم مقامي عند أمير المؤمنين، فمالي لو جعلته يوليك على أحد البلدان؟»، فقال الرجل: «لك عطاء سنة»، فرجع الرجل إلى عمر وأخبره بما كان من هذا الرجل، فتركه لأنه سقط في الاختبار.
وكان من ضمن من عزلهم عمر بن عبد العزيز: أسامة بن زيد التنوخي، وكان على خراج مصر، لأنه كان غاشماً ظلوماً يعتدي في العقوبات بغير ما أنزل الله عز وجل؛ فكان يقطع الأيدي في خلاف دون تحقق شروط القطع، فأمر به عمر بن عبد العزيز أن يحبس في كل جُنُد سنة، ويُقيّد ويُحلّ عنه القيد عند كل صلاة ثم يُرد في القيد، فحبس بمصر سنة، ثم بفلسطين سنة، ثم مات عمر وولي يزيد بن عبد الملك الخلافة، فردّ أسامة على مصر في عمله.

### العمل بالشورى
اهتم عمر بن عبد العزيز بتفعيل مبدأ الشورى في خلافته، ومن أقواله في الشورى: «إن المشورة والمناظرة باب رحمة ومفتاح بركة لا يضل معهما رأي، ولا يُفقد معهما حزم».
وقد تبين مبدأ الشورى في أول يوم من خلافته، حيث قال للناس: «أيها الناس، إني قد ابتليت بهذا الأمر من غير رأي كان مني فيه، ولا طلبة له ولا مشورة من المسلمين، وإني قد خلعت ما في أعناقكم من بيعتي»، فصاح الناس صيحة واحدة: «قد اخترناك يا أمير المؤمنين ورضينا بك، فولّ أمرنا باليمن والبركة». وبذلك خرج عمر من مبدأ توريث الولاية الذي تبناه معظم خلفاء بني أمية إلى مبدأ الشورى والانتخاب، ولم يكتف عمر باختياره ومبايعة الحاضرين، بل يهمه رأي المسلمين في الأمصار الأخرى ومشورتهم، فقال في خطبته الأولى: «وإن من حولكم من الأمصار والمدن إن أطاعوا كما أطعتم، وإن هم أبوا فلست لكم بوالٍ»، ثم نزل.
وقد كتب إلى الأمصار الإسلامية فبايعت كلها، وممن كتب لهم يزيد بن المهلب يطلب إليه البيعة بعد أن أوضح له أنه في الخلافة ليس براغب، فدعا يزيد الناس إلى البيعة فبايعوا. وبذلك يتضح أنه لم يكتف بمشورة من حوله، بل امتد الأمر إلى جميع أمصار المسلمين.
وكان عمر يستشير العلماء ويطلب نصحهم في كثير من الأمور، أمثال سالم بن عبد الله، ومحمد بن كعب القرطبي، ورجاء بن حيوة، فقال: «إني قد ابتليت بهذا الأمر فأشيروا عليّ». كما كان يستشير ذوي العقول الراجحة من الرجال، وقد حرص عمر على إصلاح بطانته لمّا تولّى الخلافة، فقرّب إلى مجلسه العلماء وأهل الصلاح، وأقصى عنه أهل المصالح الدنيوية والمنافع الخاصة، وكان يوصيهم ويحثهم على تقويمه، فقال لعمرو بن مهاجر: «إذا رأيتني قد ملت عن الحق فضع يدك في تلبابي ثم هزني، ثم قل: يا عمر ما تصنع؟»، وقد كان لهذا المسلك أثر في تصحيح سياسته التجديدية ونجاحها، حيث كان لبطانته أثر في شد أزره، وسداد رأيه وصواب قراره.

### نشر العلم بين الرعية
حرص عمر على نشر العلم بين رعيته وتفقيههم في الدين وتعريفهم بالسنة، وقد ورد عنه أنه قال في إحدى خطبه: «إن للإسلام حدوداً وشرائع وسنناً، فمن عمل بها استكمل الإيمان، ومن لم يعمل بها لم يستكمل الإيمان، فلأن أعِش أعلمكموها وأحملكم عليها، وإن أمت فما أنا على صحبتكم بحريص». وقال أيضاً: «فلو كان كل بدعة يميتها الله على يدي وكل سنّة يُعيشها الله على يدي ببضعة من لحمي حتى يأتي آخر ذلك على نفسي كان في الله يسيراً»، وفي موضع آخر قال: «والله لولا أن أُنعش سُنّة أو أسير بحق ما أحببت أن أعيش فواقاً».
ولهذا بعث عمر العلماء لتعليم الناس وتفقيههم إلى مختلف أقاليم الدولة وحواضرها وبواديها، وأمر عماله على الأقاليم بحث العلماء على نشر العلم، فقد جاء في كتابه الذي بعث إلى عماله: «ومُر أهل العلم والفقه من جندك فلينشروا ما علمهم الله من ذلك، وليتحدثوا به في مجالسهم»، ومما كتب إلى بعض عماله: «أما بعد، فأمر أهل العلم أن ينشروا العلم في مساجدهم، فإن السنة كانت قد أميتت».
كما أمر عماله أن يُجروا الرواتب على العلماء ليتفرغوا لنشر العلم، وانتدب العديد من العلماء لتفقيه الناس في الدين، فبعث يزيد بن أبي مالك الدمشقي والحارث بن يمجد الأشعري يفقهان الناس والبدو. وذكر الذهبي أن عمر ندب يزيد بن أبي مالك ليفقه بني نمير ويقرئهم، وبعث نافع مولى ابن عمر إلى أهل مصر ليعلمهم السنن، وكان قد بعث عشرة من الفقهاء إلى إفريقية يفقّهون أهلها.

### تدوين الحديث النبوي
نهى النبي محمد عن كتابة غير القرآن في أول الأمر؛ مخافة اختلاط غير القرآن به، واشتغال الناس عن كتاب ربهم بغيره، ثم جاء بعد ذلك الإذن النبوي بتدوين الحديث الشريف فنسخ الأمر، وصار الأمر إلى الجواز. وقد ثبت أن كثيراً من الصحابة قد أباحوا تدوين الحديث وكتبوه لأنفسهم، وكتب طلابهم بين أيديهم، وأصبحوا يتواصلون بكتابة الحديث وحفظه.
ولعل طلائع التدوين الرسمي للحديث النبوي، أي الذي قامت به جهة مسؤولة في الدولة الإسلامية، كان على يدي عبد العزيز بن مروان (والد عمر) عندما كان أميراً على مصر، بيد أن التدوين الذي آتى ثماره هو ما قام به أمير المؤمنين عمر بن عبد العزيز، وقد تجلى ذلك في إرشاداته لكتابة العلم وتدوين الحديث، وأوامره للخاصة والعامة بذلك، فمن إرشاداته قوله: «أيها الناس، قيدوا النعم بالشكر، وقيدوا العلم بالكتابة».
وأصدر عمر أوامره إلى بعض الأئمة العلماء بجمع سنن وأحاديث النبي محمد، وقد حمله على ذلك ما رآه عند كثير من التابعين في إباحة كتابة الحديث، وهم قد حملوا علماً كثيراً، فخشي عمر على ضياعه، وخشي من فشوّ الوضع ودسّ الأحاديث المكذوبة وخلطها بالصحيح من كلام النبي محمد، بسبب الخلافات المذهبية والسياسية، وإلى هذا يشير كلام الإمام الزهري: «لولا أحاديث تأتينا من قبل المشرق ننكرها لا نعرفها، ما كتبت حديثاً ولا أذنت في كتابه». ورأي الزهري هذا كان رأي كثير من أئمة ذلك العصر، حيث خافوا على الحديث النبوي من الضياع، واختلاطه بالمكذوب، مما حفز العلماء على حفظ السنة بتدوينها، وجاء رأي السلطة العليا ممثلاً بالخليفة عمر بن عبد العزيز، فاتخذ خطوة حاسمة بتدوين الحديث النبوي، وجعل من مسؤوليات الدولة حفظ السنة المطهرة.
كتب عمر إلى الإمام أبي بكر بن حزم، وهو أمير المدينة وأعلم أهل زمانه بالقضاء، يأمره بذلك، ففي صحيح البخاري: وكتب عمر بن عبد العزيز إلى أبي بكر بن حزم: «انظر ما كان من حديث رسول الله ﷺ فاكتبه، فإني خفت دروس العلم وذهاب العلماء، ولا تقبل إلا حديث النبي ﷺ، ولتُفشوا العلم، ولتُجلسوا حتى يعلم ما لم يعلم، فإن العلم لا يهلك حتى يكون سراً». وروى ابن سعد عن عبد الله بن دينار قال: كتب عمر بن عبد العزيز إلى أبي بكر بن محمد بن عمرو بن حزم: «أن انظر ما كان من حديث رسول الله ﷺ أو سنّة ماضية أو حديث عمرة بن عبد الرحمن، فاكتبه، فإني خفت دروس العلم وذهاب أهله».
| أولُ جامعِ الحديث والأثر .. ابن شهاب آمراً له عمر |
| — جلال الدين السيوطي                           |

كما وجه كتاباً بهذا الشأن إلى الإمام ابن شهاب الزهري، فقد ذكر ابن عبد البر عن ابن شهاب قال: «أمرنا عمر بن عبد العزيز بجمع السنن، فكتبناها دفتراً دفتراً، فبعث إلى كل أرض له عليها سلطان دفتراً». وروى أبو عبيد أن عمر أمر ابن شهاب أن يكتب له السنّة في مصارف الزكاة الثمانية، فلبّى الزهري أمره، وكتب له كتاباً مطوّلاً يوضح ذلك بالتفصيل. ومن هنا قال ابن حجر العسقلاني: «وأول من دوّن الحديث ابن شهاب الزهري على رأس المائة بأمر عمر بن عبد العزيز، ثم كثر التدوين ثم التصنيف، وحصل بذلك خير كثير، فلله الحمد».
بل إن عمر وجّه أوامرَه إلى أهل المدينة جميعاً يأمرهم ويحثهم على جمع الحديث، يشارك في هذا كل من لديه علم، ولو كان بضعة أحاديث، فقد كتب عمر بن عبد العزيز إلى أهل المدينة: «أن انظروا حديث رسول الله ﷺ فاكتبوه، فإني قد خفت دروس العلم وذهاب أهله». ولم يقف عمر عند ذلك، بل عمَّمَ أوامره إلى جميع الأمصار في الدولة الإسلامية، ليقوم كل عالم بجمع وتدوين ما عنده من الحديث، وروى: «انظروا حديث رسول الله ﷺ فاجمعوه واحفظوه، فإني أخاف دروس العلم وذهاب العلماء».

## روايته للحديث
روى عن أبيه عبد العزيز، وأنس بن مالك، ويوسف بن عبد الله بن سلام، وعروة بن الزبير، وأبي بكر بن عبد الرحمن بن الحارث بن هشام، والربيع بن سبرة، وابن قارظ، وسعيد بن المسيب، ونوفل بن مساحق العامري، ومحمد بن عبد الله بن نوفل، وعامر بن سعد بن أبي وقاص، وابن شهاب الزهري، ويحيى بن القاسم.
روى عنه: ابناه عبد الله وعبد العزيز، وأبو سلمة بن عبد الرحمن، ومحمد بن المنكدر، ومسلمة بن عبد الملك، وأخوه زبان بن عبد الملك، وعمير بن هانئ العنسي، وحميد الطويل، وإسماعيل بن أبي الحكم، ويحيى بن سعيد الأنصاري، وأبو بكر بن محمد بن عمرو بن حزم، وإبراهيم بن أبي عبلة، ورجاء بن حيوة، وجمع كثر.

## وفاته
اختلفت الروايات عن سبب مرض عمر بن عبد العزيز وموته، إذ تذكر بعض الروايات أن سبب مرضه وموته هو «الخوف من الله تعالى والاهتمام بأمر الناس» كما روي عن زوجته فاطمة بنت عبد الملك، وكما ذكر ابن سعد في الطبقات عن ابن لهيعة.

لوحة على ضريح عمر بن عبد العزيز

إلا أنه قد ذكر سبب آخر لموته؛ وهو أنه سُقي السم، وذلك أن بني أمية قد تبرموا وضاقوا ذرعاً من سياسة عمر التي قامت على العدل وحرمتهم من ملذاتهم وتمتعهم بميزات لا ينالها غيرهم، بل جعل بني أمية مثل أقصى الناس في أطراف دولة الإسلام، ورد المظالم التي كانت في أيديهم، وحال بينهم وبين ما يشتهون، فكاد له بعض بني أمية بوضع السم في شرابه، فقد رُوي أنهم وعدوا غلام عمر بألف دينار وأن يُعتق إن هو نفذ الخطة، فكان الغلام يضطرب كلما همّ بذلك، ثم إنهم هددوا الغلام بالقتل إن هو لم يفعل، فلما كان مدفوعاً بين الترغيب والترهيب حمل السم فوق ظفره، ثم لما أراد تقديم الشراب لعمر قذف السم فيه ثم قدمه إلى عمر، فشربه ثم أحس به منذ أن وقع في بطنه. وعن مجاهد قال: قال لي عمر بن عبد العزيز: «ما يقول الناس فيّ؟»، قلت: «يقولون إنك مسحور»، قال: «ما أنا بمسحور»، ثم دعا غلاماً له فقال له: «ويحك ما حملك على أن تسقيني السم؟»، قال: «ألف دينار أعطيتها وعلى أن أعتق»، قال: «هات الألف»، فجاء بها فألقاها عمر في بيت المال وقال: «اذهب حيث لا يراك أحد».
وقيل أنه مات بسبب السل.
وتوفي عمر بن عبد العزيز يوم الجمعة لعشر ليال بقين من رجب سنة 101هـ على أصح الروايات، واستمر معه المرض عشرين يوماً، وتوفي بدير سمعان من أرض معرة النعمان بالشام، بعد خلافة استمرت سنتين وخمسة أشهر وأربعة أيام، وتوفي وهو ابن تسع وثلاثين سنة وخمسة أشهر، وعلى أصح الروايات كان عمره لما توفي أربعين سنة.
واختلفت الروايات على مقدار تركة عمر بن عبد العزيز حين توفي، ولكن الروايات متفقة على قلة التركة أو انعدامها، قال ابن الجوزي: بلغني أن المنصور قال لعبد الرحمن بن القاسم بن محمد بن أبي بكر الصديق : «عظني»، قال: «مات عمر بن عبد العزيز رحمه الله، وخلف أحد عشر ابناً، وبلغت تركته سبعة عشر ديناراً كفن منها بخمسة دنانير، وثمن موضع قبره ديناران، وقسم الباقي على بنيه، وأصاب كل واحد من ولده تسعة عشر درهماً. ومات هشام بن عبد الملك وخلف أحد عشر ابناً، فقسمت تركته، وأصاب كل واحد من تركته ألف ألف، ورأيت رجلاً من ولد عمر بن عبد العزيز قد حَمَلَ في يوم واحد على مائة فرس في سبيل الله عز وجل، ورأيت رجلاً من ولد هشام يُتصدق عليه».

### وصيته لولي عهده يزيد بن عبد الملك
كتب عمر بن عبد العزيز إلى يزيد بن عبد الملك وهو في مرض الموت قائلاً:
| عمر بن عبد العزيز | بسم الله الرحمن الرحيم، من عبد الله عمر أمير المؤمنين إلى يزيد بن عبد الملك، السلام عليك، فإني أحمد إليك الله الذي لا إله إلا هو. أما بعد، فإني كتبت إليك وأنا دنف من وجعي، وقد علمت أني مسؤول عما وليت، يحاسبني عليه مليك الدنيا والآخرة، ولست أستطيع أن أخفي عليه من عملي شيئاً، يقول تعالى فيما يقول: «فَلَنَقُصَّنَّ عَلَيْهِمْ بِعِلْمٍ وَمَا كُنَّا غَائِبِينَ» فإن يرضى عني الرحيم فقد أفلحت ونجوت من الهول الطويل، وإن سخط علي فيا ويح نفسي إلى ما أصير، أسأل الله الذي لا إله إلا هو أن يجيرني من النار برحمته، وأن يَمُنّ علي برضوانه والجنة. وعليك بتقوى الله والرعيةَ الرعيةَ، فإنك لن تبقى بعدي إلا قليلاً حتى تلحق باللطيف الخبير. | عمر بن عبد العزيز |

## ضريح الخليفة عمر بن عبد العزيز
يقع الضريح في قرية دير شرقي الواقعة شرق مدينة معرة النعمان التابعة لمحافظة إدلب في سوريا، بناء الضريح الأساسي عبارة عن بناء قديم يعود إلى العهد المملوكي، وقد ظل يعاني الإهمال حتى عقد التسعينيات من القرن الماضي عندما قامت وزارة الآثار والمتاحف (وبجهود من أمين متحف معرة النعمان الباحث كامل شحادة) بتأهيل البناء بالكامل وبناء قبة فوق باحة الضريح، وإنشاء حديقة عامة حوله يؤمها الزوار والسائحين من كل البلاد ليقفوا أمام ضريح هذا الخليفة الذي كان مضرب الأمثال في ورعه وتقواه وعدله.
موقع الضريح عبارة عن دير يعود إلى القرن الخامس الميلادي، حيث كان يسكنه الراهب سمعان وعندما أصبح الخليفة عمر بن عبد العزيز والياً على خناصرة قرب حلب نشأت علاقة قوية بينه وبين الراهب سمعان حيث كان الخليفة عمر يكثر من زيارة هذه المنطقة حيث أراضي أمه وأخواله، وحين أصبح عمر بن عبد العزيز خليفة المسلمين استمرت هذه العلاقة، وتطورت هذه العلاقة حتى اشترى من الراهب سمعان مكانا في الدير لكي يدفن فيه، وقد أصر أن يدفع ثمنه للراهب الذي أراد أن يعطيه إياه هدية حباً بجواره، ولما توفي سنة 101 هـ دفن مع زوجته فاطمة بنت عبد الملك في هذا القبر، وقد زاره العديد من السلاطين الأيوبيين والمماليك ومنهم السلطان صلاح الدين الأيوبي سنة 584 هـ.
قام الباحث السوري كامل شحادة بإجراء دراسة لتحديد موقع الضريح بدقة، واستطاع من خلال هذه الدراسة إثبات المكان الدقيق للضريح في قرية دير شرقي (الواقعة شرق مدينة معرة النعمان ومن ثم العثور على قبر الخليفة عمر بن عبد العزيز. وبعد تحديد الموقع استطاع الباحث كامل شحادة الحصول على موافقة وميزانية من وزارة الآثار والمتاحف لترميم الضريح وبناء قبة فوقه حتى أصبح بحالة جيدة جداً وعاد إليه رونقه. وفي الثامن والعشرين من يناير 2020 م، أُحرق الضريح على يد المليشيات الإيرانية والجيش السوري التي دخلت إلى مدينة معرة النعمان بعد قتالِ مع عناصر الجيش السوري الحر.

## شخصيته

### صفته الشكلية
كان عمر بن عبد العزيز أسمر رقيق الوجه أحسنه، نحيف الجسم، حسن اللحية، غائر العينين، بجبهته أثر نفحة دابة، وقد خطه الشيب. وقيل في صفته: إنه كان رجلاً أبيض دقيق الوجه، جميلاً، نحيف الجسم، حسن اللحية.

### مكانته العلمية
اتفقت كلمة المترجمين لعمر بن عبد العزيز على أنه من أئمة زمانه، فقد أطلق عليه كل من الإمامين مالك وسفيان بن عيينة وصف إمام، وقال فيه مجاهد: «أتيناه نعلمه فما برحنا حتى تعلمَّنا منه»، وقال ميمون بن مهران: «كان عمر بن عبد العزيز معلمَّ العلماء»، وقال فيه الذهبي: «كان إماماً فقيهاً مجتهداً، عارفاً بالسنن، كبير الشأن، حافظاً، قانتاً لله أوَّاهاً منيباً، يعد في حسن السيرة والقيام بالقسط مع جده لأمه عمر، وفي الزهد مع الحسن البصري، وفي العلم مع الزهري».
وقد احتج الفقهاء والعلماء بقوله وفعله، ومن ذلك رسالة الإمام الليث بن سعد إلى الإمام مالك بن أنس، وهي رسالة قصيرة، وفيها يحتج الليث مراراً بصحة قوله بقول عمر بن عبد العزيز على مالك فيما ذهب إليه في بعض مسائله.
ويرد ذكر عمر بن عبد العزيز في كتب الفقه للمذاهب الأربعة المتبوعة على سبيل الاحتجاج بمذهبه، فاستدل الحنفية بصنيعه في كثير من المسائل، وجعلوا له وصفاً يتميَّز به عن جدّه لأمه عمر بن الخطاب، قال القرشي في الجواهر المضيئة: «فائدة: يقول أصحابنا في كتبهم في مسائل الخلاف: وهو قول عمر الصغير؛ يريدون به عمر بن عبد العزيز الإمام الخليفة المشهور». ويُكثر الشافعية من ذكره في كتبهم، ولذلك ترجم له الإمام النووي ترجمة حافلة في كتاب «تهذيب الأسماء واللغات»، وقال في أولها: «تكرر في المختصر والمهذب»، وهما من كتب الفقه الشافعي.
وأما المالكية فيُكثرون من ذكره في كتبهم أكثر من غيرهم، ومالك إمام المذهب ذكره في الموطأ في مواضع عديدة محتجاً بفتواه وقوله. وأما الحنابلة فكذلك يذكرونه كثيراً، وعمر هو الذي قال فيه الإمام أحمد: «لا أدري قول أحد من التابعين حجة إلا قول عمر بن عبد العزيز»، وكفاه هذا، وقال الإمام أحمد أيضاً: «إذا رأيت الرجل يحب عمر بن عبد العزيز ويذكر محاسنه وينشرها فاعلم أن من وراء ذلك خيراً إن شاء الله».

### ألقابه
يرى المتتبع لأقوال العلماء والمؤرخين إجماعاً تاماً على عدّ الخليفة الراشد عمر بن عبد العزيز المجدد الأول في الإسلام، وكان أول من أطلق عليه ذلك الإمام محمد بن شهاب الزهري، ثم تبعه على ذلك الإمام أحمد بن حنبل فقال: «يروى في الحديث: إن الله يبعث على رأس كل مائة عام من يصحح لهذه الأمة أمر دينها، فنظرنا في المائة الأولى فإذا هو عمر بن عبد العزيز». ويقول ابن حجر العسقلاني: «إن إجماع الصفات المحتاج إلى تجديدها لا ينحصر في نوع من أنواع الخير، ولا يلزم أن جميع خصال الخير كلها في شخص واحد، إلا أن يدعى ذلك في عمر بن عبد العزيز، فإنه كان القائم بالأمر على رأس المائة الأولى باتصافه بجميع صفات الخير وتقدمه فيها، ومن ثم أطلق أحمد أنهم كانوا يحملون الحديث عليه، وأما من جاء بعده فالشافعي، وإن كان متصفاً بالصفات الجميلة إلا أنه لم يكن القائم بأمر الجهاد والحكم بالعدل».
وكان عمر بن عبد العزيز يلقب بـ«الأشجّ» أو «أشجّ بني مروان»؛ وذلك لأنه عندما كان صغيراً دخل إلى اصطبل أبيه عندما كان والياً على مصر ليرى الخيل، فضربه فرس في وجهه فشجّه، فجعل أبوه يمسح الدم عنه ويقول: «إن كنت أشج بني أمية إنك إذاً لسعيد»، ولما رأى أخوه الأصبغ الأثر قال: «الله أكبر! هذا أشج بني مروان الذي يملك». وذلك أن عمر بن الخطاب كان يقول: «إن من ولدي رجلاً بوجهه أثر يملأ الأرض عدلاً»، فقد رأى عمر بن الخطاب رؤيا تشير إلى ذلك، وقد تكررت هذه الرؤيا لغير عمر حتى أصبح الأمر مشهوراً عند الناس، بدليل ما قاله أبوه عندما رأى الدم في وجهه، وما قاله أخوه عندما رأى الشج في وجهه، فكلاهما تفاءل لعله أن يكون ذلك الأشج الذي يملأ الأرض عدلاً.
ويُذكر أن عمر بن الخطاب رأى ذات ليلة رؤيا، وكان يقول: «ليت شعري من ذو الشين (أي العلامة) من ولدي الذي يملؤها عدلاً كما مُلئت جوراً؟»، فكان عبد الله بن عمر يقول: «إن آل الخطاب يرون أن بلال بن عبد الله بوجهه شامة، فحسبوه المبشر الموعود، حتى جاء الله بعمر بن عبد العزيز».

## زوجاته وذريته
لما مات والد عمر بن عبد العزيز أخذه عمه الخليفة عبد الملك بن مروان، فخلطه بولده، وقدمه على كثير منهم، وزوجه ابنته فاطمة بنت عبد الملك، وهي التي قال فيها الشاعر:
ومعنى هذا البيت أنها بنت الخليفة عبد الملك بن مروان، والخليفة جدها مروان بن الحكم، وهي أخت الخلفاء: الوليد بن عبد الملك وسليمان بن عبد الملك ويزيد بن عبد الملك وهشام بن عبد الملك، والخليفة زوجها فهو عمر بن عبد العزيز، حتى قيل عنها: «لا نعرف امرأة بهذه الصفة إلى يومنا هذا سواها»، وقد ولدت له إسحاق ويعقوب وموسى.
ومن زوجاته: لميس بنت علي بن الحارث، وقد ولدت له عبد الله وبكر وأم عمار. ومنهن: أم عثمان بنت شعيب بن زيان، وقد ولدت له إبراهيم. وأما أولاده عبد الملك والوليد وعاصم ويزيد وعبد الله وعبد العزيز وزيان وأمينة وأم عبد الله، فأمهم أم ولد.
وكان لعمر بن عبد العزيز أربعة عشر ذكراً، منهم: عبد الملك وعبد العزيز وعبد الله وإبراهيم وإسحاق ويعقوب وبكر والوليد وموسى وعاصم ويزيد وزيان وعبد الله، وبنات ثلاثة: أمينة وأم عمار وأم عبد الله، وقد اختلفت الروايات عن عدد أولاد عمر بن عبد العزيز وبناته، فبعض الروايات تذكر أنهم أربعة عشر ذكراً كما ذكره ابن قتيبة، وبعض الروايات تذكر أن عدد الذكور اثنا عشر وعدد الإناث ست كما ذكره ابن الجوزي.

## الآراء والمواقف حوله

### نظرة أهل السنة والجماعة
يرى أهل السنة والجماعة أن عمرَ بن عبد العزيز مثالُ الحاكم العادل الزاهد الورع، وقال جمع من أهل العلم: هو خامس الخلفاء الراشدين، وقال الإمام الذهبي في كتابه «سير أعلام النبلاء»: «عمر بن عبد العزيز بن مروان الأموي: الإمام الحافظ العلامة المجتهد الزاهد العابد السيد، أمير المؤمنين حقاً، الخليفة الزاهد الراشد»، وقال: «وكان من أئمة الاجتهاد، ومن الخلفاء الراشدين، رحمة الله عليه».
ويرى بعضهم أنه هو المجدد الأول في الإسلام، قال عبد الملك الميموني: كنت عند أحمد بن حنبل، وجرى ذكر الشافعي، فرأيت أحمد يرفعه، وقال: «يُروى عن النبي ﷺ: «إن الله يبعث لهذه الأمة على رأس كل مائة سنة من يقرر لها دينها»، فكان عمر بن عبد العزيز  على رأس المائة، وأرجو أن يكون الشافعي على رأس المائة الأخرى».
وقال ابن كثير: «فقال جماعة من أهل العلم منهم أحمد بن حنبل، فيما ذكره ابن الجوزي وغيره: إن عمر بن عبد العزيز كان على رأس المائة الأولى، وإن كان هو أولى مَن دخل في ذلك وأحق؛ لإمامته وعموم ولايته وقيامه واجتهاده في تنفيذ الحق، فقد كانت سيرته شبيهة بسيرة عمر بن الخطاب، وكان كثيراً ما تشبَّه به».

### نظرة الشيعة
يرى الشيعة الإثنا عشرية أن عمر بن عبد العزيز (كغيره من الخلفاء) قد تبوّأ منصب الخلافة بغير حق، إذ هو منصب مقصور على أصحابه الشرعيين من أئمة أهل البيت حسب عقيدة الشيعة الإثنا عشرية، «فالجلوس في هذا المكان بحد ذاته يعد ذنباً عظيماً وإثماً كبيراً تهون عنده الذنوب الأخرى جميعها، بل يعد اغتصاب الخلافة الشرعية من أصحابها الشرعيين أس الذنوب الذي دارت عليه رحى الكبائر والموبقات إلى يوم القيامة، إلاّ ان لعمر بن عبد العزيز بعض المواقف التي كانت موضع التقدير، وأمّا من يعتبره خليفة راشداً عادلاً فهو لا يكون إلاّ بحسب مبانيه في الخلافة التي تخالف مباني الشيعة الإمامية في الموضوع».
إلا أن بعض الشيعة يرون أن عهد عمر على قصر مدته كان متنفساً للمسلمين من اضطهاد قومه بني أمية، وأن هناك نقاط إيجابية من عصره، وأنه لما استخلف قال: «يا أيها الناس، إني قد رددت عليكم مظالمكم، وأول ما أرد منها ما كان في يدي، وقد رددت فدك على ولد رسول الله ﷺ وولد علي بن أبي طالب»، فكان أول من ردها. وأنه ألغى مرسوم معاوية بلعن علي بن أبي طالب في صلاة الجمعة (وقد أنكر أهل السنة هذا المرسوم من أساسه)، قال اليعقوبي: «وترك لعن علي بن أبي طالب على المنبر، وكتب بذلك إلى الآفاق... وأعطى بني هاشم الخمس، ورد فدكاً وكان معاوية أقطعها مروان فوهبها لابنه عبد العزيز فورثها عمر منه فردها على ولد فاطمة، فلم تزل في أيديهم حتى ولي يزيد بن عبد الملك فقبضها».

### نظرة النصارى
يُذكر أن عمر بن عبد العزيز قد مَنع من استعمال اليهود والنصارى في شيء من ولايات المسلمين وأمورهم، فقد كتب إلى بعض عماله: «أما بعد، فإنه بلغني أن في عملك كاتباً نصرانياً يتصرف في مصالح الإسلام، والله تعالى يقول: ﴿يَا أَيُّهَا الَّذِينَ آمَنُوا لَا تَتَّخِذُوا الَّذِينَ اتَّخَذُوا دِينَكُمْ هُزُوًا وَلَعِبًا مِنَ الَّذِينَ أُوتُوا الْكِتَابَ مِنْ قَبْلِكُمْ وَالْكُفَّارَ أَوْلِيَاءَ وَاتَّقُوا اللَّهَ إِنْ كُنْتُمْ مُؤْمِنِينَ ۝٥٧﴾، فإذا أتاك كتابي هذا فادع حسان بن زيد (يعني ذلك الكاتب) إلى الإسلام، فإن أسلم فهو منا ونحن منه، وإن أبى فلا تستعن به ولا تتخذ أحداً على غير دين الإسلام في شيء من مصالح المسلمين»، فأسلم حسان وحسن إسلامه. كما أسقط عمر الجزية عن أهل الذمة الذين دخلوا الإسلام، وكان الخلفاء الأمويون من قبله يجبرونهم على دفعها، فقد كتب عمر إلى حيان عامله على مصر باعتماد ذلك، فكتب إليه حيان: «أما بعد يا أمير المؤمنين، فإنه إن دام هذا الأمر (أي إسقاط الجزية عن المسلمين) في مصر أسلمت الذمة، وبطل ما يؤخذ منهم»، فأرسل إليه رسولاً وقال له: «اضرب حيان على رأسه ثلاثين سوطاً أدباً على قوله، وقل له: من دخل في دين الإسلام فضع عنه الجزية، فوددت لو أسلموا كلهم، فإن الله بعث محمداً داعياً لا جابياً».
ولذلك قال ميخائيل السرياني في صدد عمر بن عبد العزيز: «منذ توليه الحكم، أخذ عمر يسيء إلى المسيحيّين لسببين؛ أولاً: رغبة في تعظيم الشريعة الإسلاميّة، ثانياً: لفشل المسلمين في احتلال القسطنطينيّة. وكان يشدّد الخناق على المسيحيّين ليكرههم على اعتناق الإسلام، فأصدر قراراً يقضي بإعفاء من الجزية كلّ مسيحي يعتنق الإسلام، فأسلم الكثيرون، كما قرّر عدم قبول شهادة المسيحي على المسلم وعدم تولية مسيحي في أي مجال، كما منع المسيحيين من رفع أصواتهم في الصلاة، ومن لبس الأخضر وركوب حصان مسرّج. وإذا قتل مسلم مسيحيّاً لا يُحكم بالقتل بل بدفع ديّته خمسة آلاف درهم، ومنع تقدمة النذور للأديرة والرهبنات، لا بل صادر قسماً من أملاك الكنائس والأديرة والفقراء».
إلا أن بعض الروايات عن النصارى الذين عاصروا عمر بن عبد العزيز تتناقض مع ذلك، فقد روي عن الأوزاعي أنه قال: شهدت جنازة عمر بن عبد العزيز، ثم خرجت أريد مدينة قنسرين، فمررت على راهب فقال: «يا هذا، أحسبك شهدت وفاة هذا الرجل» أي عمر بن عبد العزيز، فقلت له: «نعم»، فأرخى عينيه فبكى سجاماً، فقلت له: «ما يبكيك ولست من أهل دينه؟»، فقال: «إني لست أبكي عليه، ولكن أبكي على نور كان في الأرض فطفئ».
ويُروى أن عمر بن عبد العزيز بعث وفداً إلى ملك الروم في أمر من مصالح المسلمين، وحق يدعوه إليه، فلما دخلوا إذا ترجمان يفسر عليه وهو جالس على سرير ملكه، والتاج على رأسه والبطارقة على يمينه وشماله، والناس على مراتبهم بين يديه، فأدى إليه ما قصدوه له، فتلقاهم بجميل وأجابهم بأحسن الجواب، وانصرفوا عنه في ذلك اليوم، فلما كان في غداة غد أتاهم رسوله، فدخلوا عليه، فإذا هو قد نزل عن سريره ووضع التاج عن رأسه، وقد تغيرت صفاته التي شاهدوه عليها، كأنه في مصيبة، فقال: «هل تدرون لماذا دعوتكم؟»، قالوا: «لا»، قال: «إن صاحب مصلحتي التي تلي العرب جاء في كتابه في هذا الوقت: أن ملك العرب الرجل الصالح قد مات»، فما ملكوا أنفسهم أن بكوا، فقال: «ألكم تبكون أو لدينكم أو له؟»، قالوا: «نبكي لأنفسنا ولديننا وله»، قال: «لا تبكوا له، وابكوا لأنفسكم ما بدا لكم، فإنه خرج إلى خير مما خلف، وقد كان يخاف أن يدع طاعة الله، فلم يكن الله ليجمع عليه مخافة الدنيا ومخافته، لقد بلغني من بره وفضله وصدقه ما لو كان أحد بعد عيسى يحيي الموتى لظننت أنه يحيي الموتى، ولقد كانت تأتيني أخباره باطناً وظاهراً فلا أجد أمره مع ربه إلا واحداً، بل باطنه أشد حين خلوته بطاعة مولاه، ولم أعجب لهذا الراهب الذي ترك الدنيا وعبد ربه على رأس صومعته، ولكني عجبت من هذا الذي صارت الدنيا تحت قدمه فزهد فيها حتى صار مثل الراهب، إن أهل الخير لا يبقون مع أهل الشر إلا قليلاً».

## كتب ودراسات عنه
- الجامع لسيرة عمر بن عبد العزيز رحمه الله، للإمام أبي حَفْص عمر بن محمد المَلَّاء (ت 570 هـ)، تحقيق محمد صدقي البورنو، في مجلدين، مؤسسة الرسالة ببيروت، 1416هـ.
- عمر بن عبد العزيز، عبد الحميد جودة السحار.
- قدوة الحكَّام والمصلحين عمر بن عبد العزيز رحمه الله، تأليف الدكتور محمد صدقي البورنو (رسالة دكتوراه)، مكتبة المعارف بالرياض، 1413هـ.

## عمر بن عبد العزيز في السينما والتلفزيون
مُثّلت شخصية عمر بن عبد العزيز في عدة مسلسلات منها:
- مسلسل "عمر بن عبد العزيز" عن قصة حياته، من إخراج أحمد توفيق وبطولة نور الشريف وعمر الحريري، ومثّل دور عمر بن عبد العزيز الممثل المصري نور الشريف.
- مسلسل «الحجاج» عن قصة حياة الحجاج بن يوسف الثقفي، من إخراج محمد عزيزية وبطولة عابد فهد وسوزان نجم الدين، ومثل دور عمر بن عبد العزيز الممثل السوري وائل شرف.
- مسلسل «أبو جعفر المنصور» عن قصة حياة الخليفة العباسي أبو جعفر المنصور من إخراج شوقي الماجري وبطولة عباس النوري وناريمان عبد الكريم، ومثل دور عمر بن عبد العزيز الممثل الأردني إياد نصار.
- مسلسل «فارس بني مروان» عن قصة حياة القائد مسلمة بن عبد الملك، من إخراج نجدة إسماعيل أنزور وبطولة نضال نجم ونادين سلامة، ومثل دور عمر بن عبد العزيز الممثل اللبناني عمار شلق.

## وصلات خارجية
- خلافة عمر بن عبد العزيز - موقع قصة الإسلام.
- نبذة عن حياة عمر بن عبد العزيز - الإسلام سؤال وجواب.
- مقتطفات من زهد عمر بن عبد العزيز - موقع إمام المسجد.
- منهج عمر بن عبد العزيز رضي الله عنه في الإصلاح الاقتصادي.

| عمر بن عبد العزيز بني أميةولد: 61 هـ - 681 توفي: 101 هـ - 720 |                                              |                        |
| ألقاب ملكية                                                   |                                              |                        |
| سبقه سليمان بن عبد الملك                                      | أمير المؤمنين 99 هـ - 717 م / 101 هـ - 720 م | تبعه يزيد بن عبد الملك |